# Движущаяся группа звёзд Беты Живописца
Движущаяся группа звёзд Беты Живописца — молодая группа звёзд, находящаяся недалеко от Солнечной системы. Члены группы объединены между собой общими направлением движения и происхождением.
Группа является важным объектом для изучения благодаря своей относительной близости к Солнечной системе и малым возрастом звёздных компонентов. Бета Живописца, в честь которой названа группа, обладает газопылевым (возможно, протопланетным) диском. Возраст и расстояние до группы делают её одним из главных кандидатов для поиска экзопланет и изучения формирования звёздных систем.

## Состав
Группа состоит из 17 звёздных систем, включающих в себя в целом 28 звёздных компонентов, в том числе коричневые карлики. Ядро группы находится приблизительно в 115 световых годах от нас; его возраст определяется в пределах от 10 до 30 миллионов лет. Большинство звёзд группы принадлежит к классам К и М. Многие из них невозможно разглядеть невооружённым глазом. Бета Живописца, однако представляет собой исключение, равно как и некоторые следующие:
- Эта Телескопа
- 51 Эридана
- HD 203
- HD 146624
- HD 165189
- HD 172555
- HD 181327
- PSO J318.5-22 (возможно, планета-сирота)

Группу можно наблюдать только в Южном полушарии, члены группы находятся в созвездиях Эридана, Зайца, Живописца, Скорпиона и Телескопа.

## Исследования
Молодой возраст звезды β Живописца до некоторого времени доказать было проблематично из-за отсутствия находящихся близко к ней звёзд. Согласно принятой теории звёздной эволюции, подобные молодые звёзды должны находиться близко друг к другу, что обусловлено единым регионом их образования в космосе.
В 1999 году были открыты два тусклых красных карлика, имеющих похожие скорость и возраст с β Живописца. Дальнейшие исследования, произведённые в 2001 году, выявили ещё 17 звёздных систем, имеющих такие же скорость и возраст, как и у β Pic.